# Yacimiento arqueológico de El Pozuelo
El yacimiento arqueológico de El Pozuelo se halla ubicado en suelo rústico del término municipal de Zalamea la Real, en la provincia de Huelva (Andalucía, España). Ocupa un área de monte bajo, cuya orografía es bastante irregular, con pronunciadas laderas, barrancos y numerosos arroyos. A pesar de ello, no existen elevaciones, oscilando la altura de sus montes entre los 300 y 400 metros de altura sobre el nivel del mar, siendo escasos los que sobrepasan dicha altitud. 
Este yacimiento, descubierto y excavado en su mayor parte por Carlos Cerdán, en 1946, es el más claro y mejor documentado exponente de las construcciones megalíticas onubenses. Estos monumentos pertenecen al Calcolítico o Edad del Cobre, cuyo ritual funerario estaba caracterizado por el levantamiento de dólmenes con corredor y una o varias cámaras dobles, triples o quíntuples, con diferentes trazados y tamaños. Este hecho, junto con el análisis de los ajuares y su distribución, abogan por la consideración de El Pozuelo como una necrópolis de enterramientos colectivos dispersa en el territorio en grupos individualizados. Se ha dado una cronología general para los once sepulcros de El Pozuelo entre el 3000 y el 2500 a. C., definiéndolos como las primeras arquitecturas prehistóricas de la provincia de Huelva y las más antiguas de la fachada atlántica, así como las más originales en su concepción en la península ibérica. 
Es Bien de Interés Cultural, con categoría de zona arqueológica.
Los restos arqueológicos pertenecientes a este conjunto están formados por cinco unidades (A, B, C, D y E), las cuales integran, a su vez, uno o varios dólmenes. 

## Unidad A o de Los Llanetes
Está compuesto por los siguientes sepulcros: 

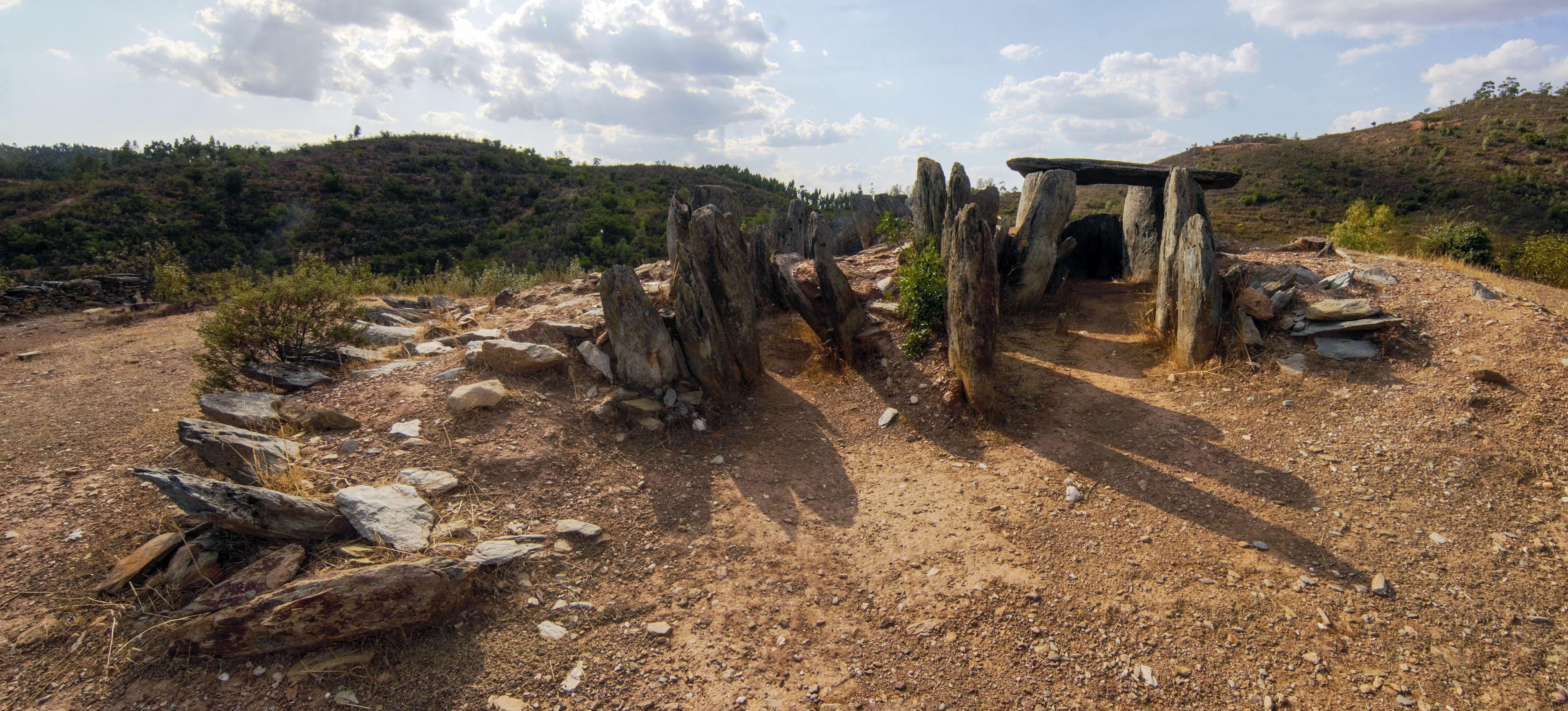
Dolmen El Pozuelo 1

- Dolmen número 1: sepulcro megalítico de cámara y corredor de espacio no diferenciado. Situado en un pequeño cerro cuyo entorno está formado por un denso eucaliptal, dedicándose el terreno a la explotación forestal. Su estructura presenta un espacio no diferenciado compuesto de corredor y dos cámaras de conexión axial, de 3,7 m de longitud por 1,8 m de anchura en la cámara norte y 3,7 m de longitud por 1,8 m de anchura en la cámara sur.

La estructura ortostática axial se halla inscrita en un túmulo oval, de 13,5 m de diámetro (eje norte/sur, en adelante N/S), que se encuentra delimitado por un anillo perimetral de piedra.
La cubierta, desaparecida en la actualidad, se componía en origen de dinteles de pizarra sobre una estructura sustentante y recubierto por el estrato inferior de la masa tumular.
La superficie que forma el suelo del enterramiento está compuesta por tierra apisonada sobre un lecho de pizarra basal.

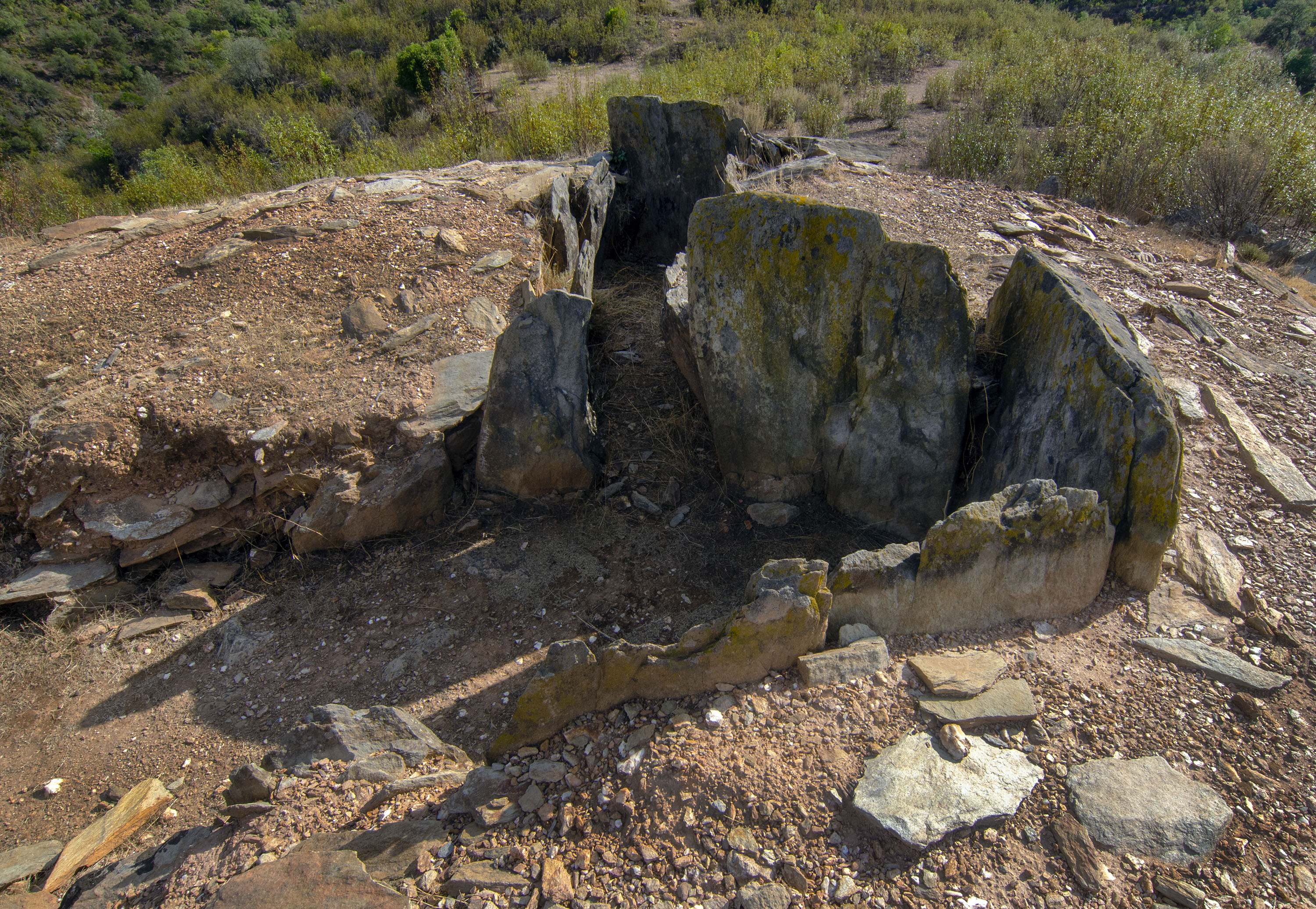
Dolmen El Pozuelo 2

- Dolmen número 2: sepulcro megalítico de cámara y corredor, de espacio no diferenciado y compuesto. Situado en un cerro cuyo entorno está formado por un denso eucaliptal, dedicándose el terreno a la explotación forestal.

Su estructura presenta un espacio no diferenciado, cruciforme, compuesto de corredor y dos cámaras convergentes, de 7,4 m de longitud por 1,7 m de anchura en la cámara norte y 6,7 m de longitud por 1,8 m de anchura en la cámara sur.
La estructura ortostática convergente se halla inscrita en un túmulo oval, de 21 m de diámetro y delimitado por un muro perimetral de mampostería en seco, de 1 m de altura. La cubierta, de la que sólo se conserva una laja in situ, se componía en origen de dinteles de pizarra sobre estructuras sustentantes. La superficie que forma el suelo del sepulcro está compuesta por tierra apisonada sobre un lecho de pizarra basal.

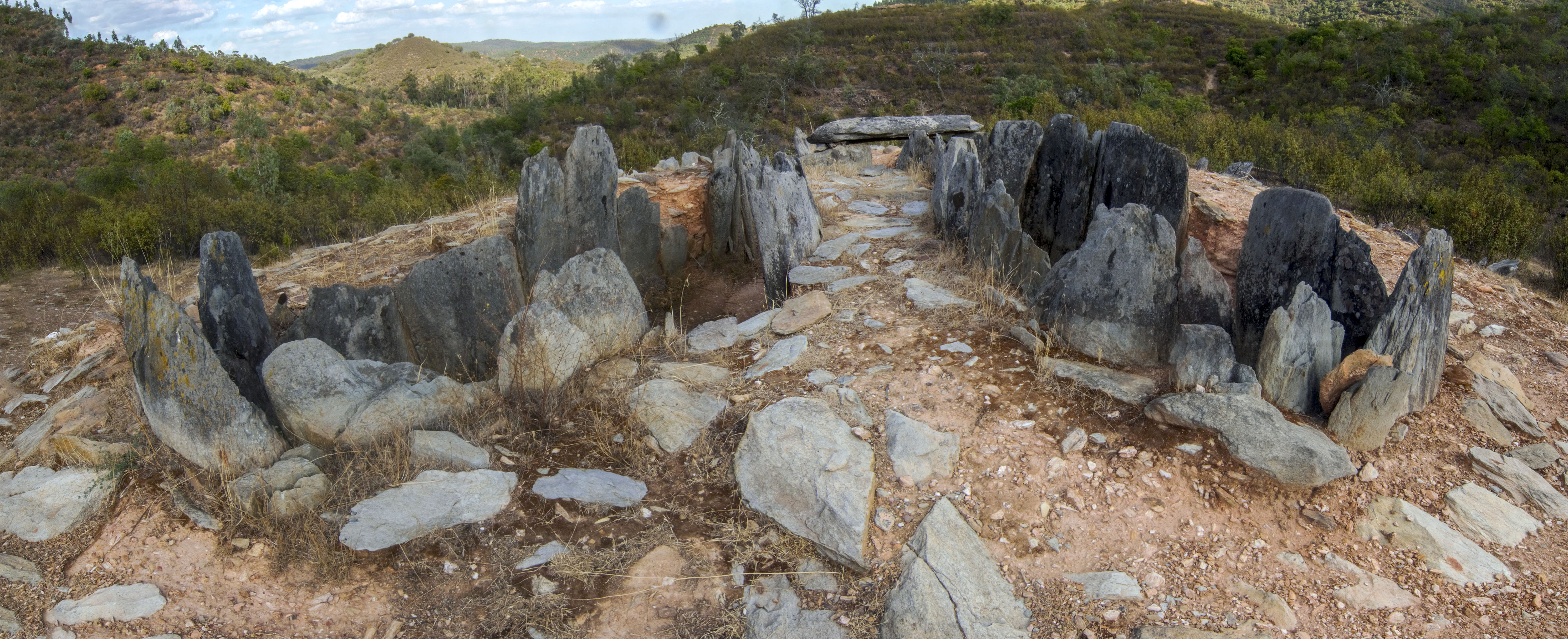
Dolmen El Pozuelo 3

- Dolmen número 3: Sepulcro megalítico de cámara y corredor, de espacio no diferenciado, compuesto y convergente. Situado en un pequeño cerro cuyo entorno está formado por un denso eucaliptal, dedicándose el terreno a la explotación forestal.

Su estructura presenta un espacio no diferenciado, compuesto de corredor y dos cámaras de concepción convergente, con cubierta adintelada de pizarra sobre ortostatos (conserva tres losas de cubierta, aunque desplazadas), inscrita en un túmulo oval delimitado por un anillo peristalístico. Sus medidas son, aproximadamente 9 m de longitud y 3,5 m de anchura máxima, estando separados los ámbitos mortuorios 1 m orientado al SE, su corredor mide 3 m de longitud y 0,5 m de anchura. La cámara norte tiene 5,5 m de longitud por 2,5 m de anchura ; la contigua tiene 5, 5 m de longitud por 1,9 m de anchura. En ambas, la altura de los ortostatos es, aproximadamente, de 1,45 m. La superficie que forma el suelo del sepulcro es de tierra apisonada, sobre un lecho de pizarra basal.

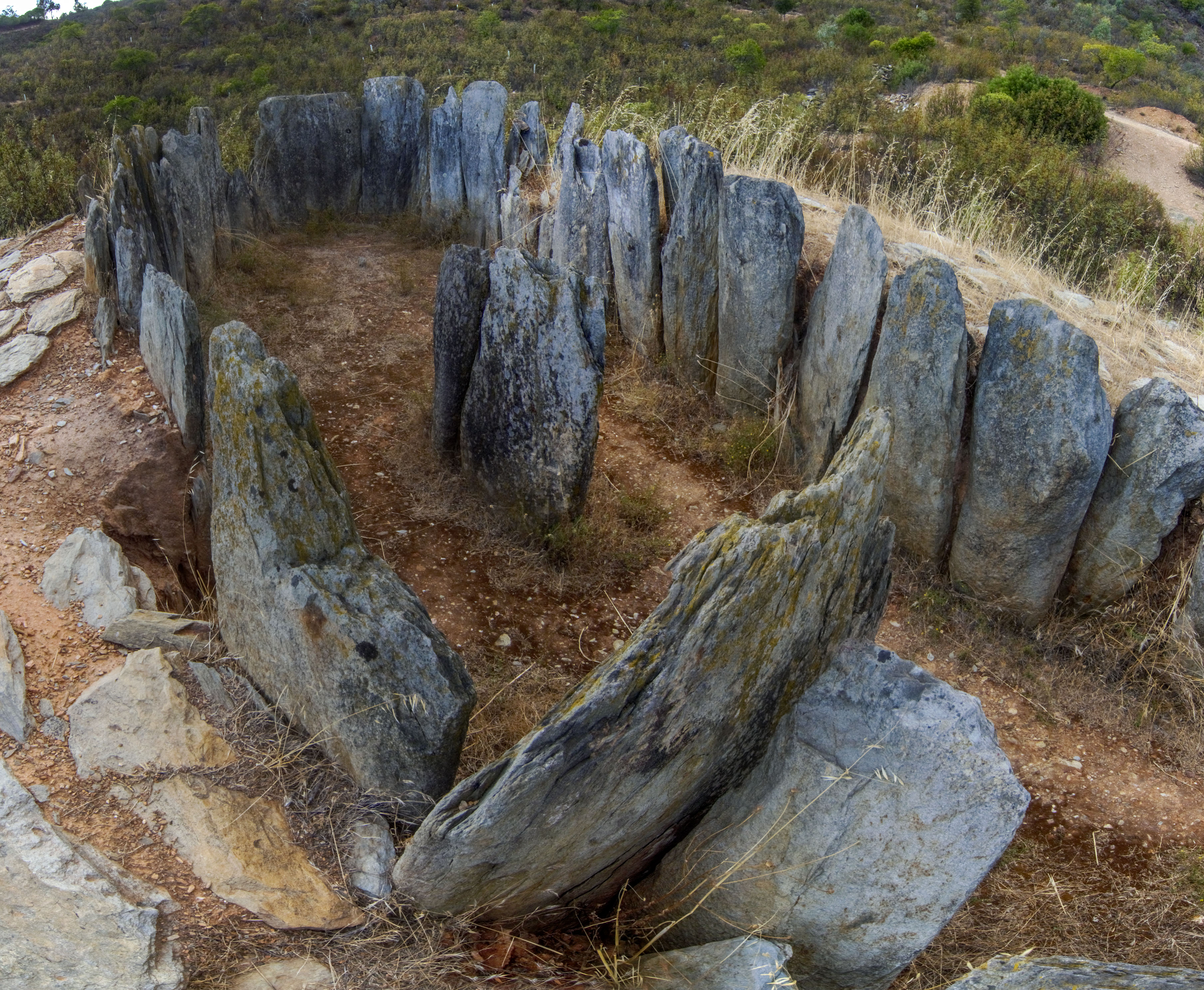
Dolmen El Pozuelo 4

- Dolmen número 4: sepulcro megalítico de cámara y corredor situado en el mismo cerro que el sepulcro anterior y con idéntico entorno.

Su estructura presenta un espacio no diferenciado alargado, formado por corredor, antecámara y cámara. El corredor, de paredes convergentes hacia la entrada y de 1,8 m de longitud por 0,5 m de anchura, se diferencia de la cámara, de 6,2 m de longitud por 2,9 m de anchura, por un progresivo estrechamiento hacia la salida y por una altura menor en sus ortostatos. Además, consta de una cámara, de 1,7 m de longitud por 1,6 m de anchura, limitada por dos losas paralelas y perpendiculares a las paredes laterales.
La estructura ortostática alargada se halla inscrita en un túmulo oval, delimitado por un anillo perimetral de piedra.
La cubierta desaparecida en la actualidad, se componía en origen de dinteles de pizarras sobre estructuras sustentantes y recubiertas por una superestructura tumular. Debido a la mayor anchura de la cámara, las losas de cobertura tuvieron que ser apoyadas en más de dos puntos, presentando un eje longitudinal, formado por 5 pilares o sostenes centrales.
La superficie que forma el suelo del enterramiento está compuesta por tierra apisonada sobre un lecho de pizarra basal.

## Unidad B o de la Veguilla
Está compuesta por los siguientes sepulcros: 

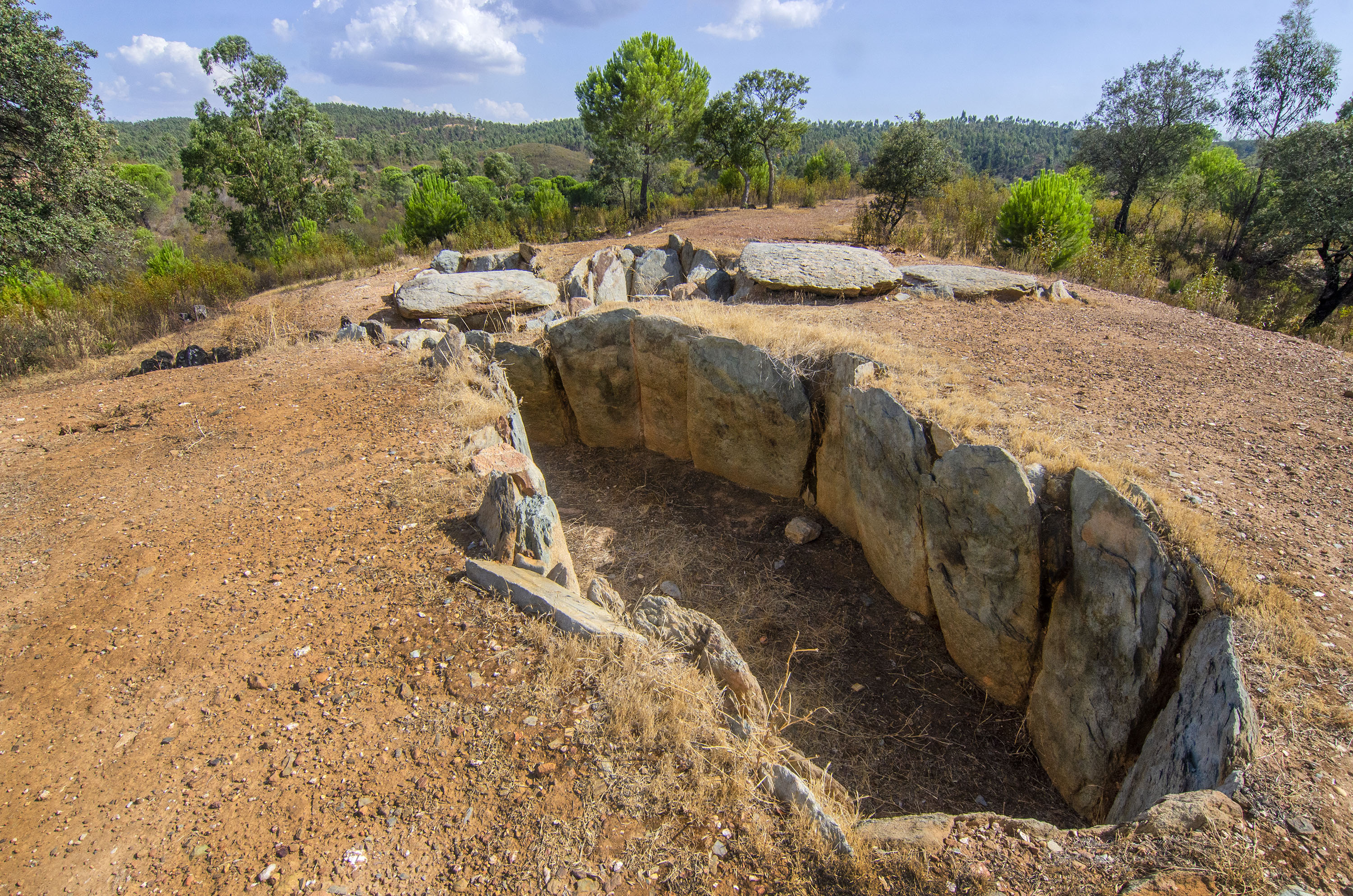
Dolmen El Pozuelo 5

- Dolmen número 5: sepulcro megalítico de cámara y corredor compuesto y convergente. Situado en un pequeño cerro cuyo entorno está formado por un denso eucaliptal, dedicándose el terreno a la explotación forestal.

Su estructura presenta un espacio no diferenciado, que incluye corredor y cuatro cámaras de concepción convergente. Cámara 1, de 6 m de longitud por 2,3 m de anchura máxima, se estrecha hacia la entrada girando hacia el corredor. Cámara II, o central, de 3 m de longitud por 1,4 m de anchura, es de planta rectangular y su entrada se encuentra casi cerrada por una losa perpendicular a la pared izquierda. Cámara III, de 1,5 m de longitud por 2 m de anchura, es de planta semicircular y es la más pequeña de las cuatro. Cámara IV, de 3,5 m de longitud por 1,7 m de anchura, es de planta poligonal. Entre las cámaras II y III existe una antecámara común de planta trapezoidal, de 2 m de longitud por 1 m de anchura media, en cuya entrada se hallan dos columnas de sección casi circular a manera de dinteles. El corredor, con sus ortostatos más bajos que los de las cámaras, presenta unas dimensiones de 2,5 m de longitud por 0,4 m de anchura.
La estructura ortostática compuesta se halla inscrita en un túmulo oval, delimitado por un anillo peristalítico. La cubierta, de la que sólo se conservan cuatro bloques, algunos ya desplomados, se componían originariamente de dinteles de piedra apoyados sobre una estructura ortostática y recubiertos por la masa tumular.
La superficie que forma el suelo del sepulcro está compuesta por tierra apisonada sobre un lecho de pizarra basal.

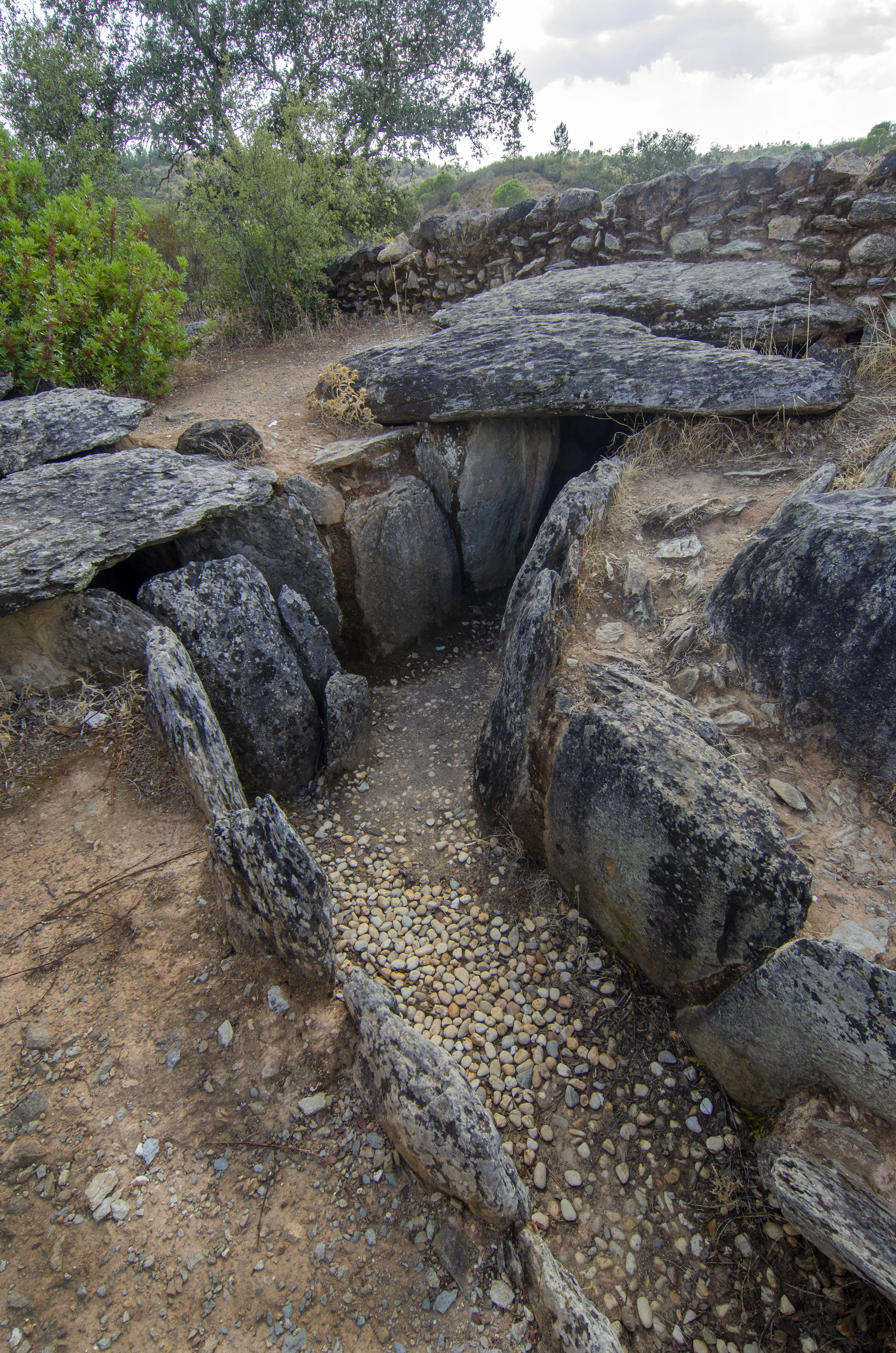
Dolmen El Pozuelo 6

- Dolmen número 6: sepulcro megalítico de cámara y corredor de espacio no diferenciado, compuesto y convergente. Situado sobre una pequeña elevación, junto a la Ribera de los Pinos, cuyo entorno está formado por encina y matorral (jaras).

Su estructura presenta un espacio no diferenciado, convergente, compuesto de corredor y cuatro cámaras. Cámara I, de 2,3 m de longitud por 1,5 m de anchura, es de planta rectangular y su cabecera está formada por un solo ortostato. Cámara II, de 1,7 m de longitud por 1,8 m de anchura, es parecida a la anterior y simétrica transversalmente a ella, desembocando del mismo modo en el corredor. cámara III, de 4,5 m de longitud por 1,8 m de anchura, es la mayor de todas y se encuentra dividida por una losa perpendicular a su pared izquierda. Cámara IV, de 2,6 m de longitud por 1,2 m de anchura. Las Cámaras III y IV se unen por un corredor secundario que desemboca lateralmente en el corredor principal, que tiene una longitud de 5,5 m y una anchura media de 0,6 m
La estructura ortostática convergente presenta un sistema de entibación provisto, en el reverso de los ortostatos, de monolitos colocados oblicuamente a modo de puntales, apareciendo el hueco creado entre los ortostatos y los bloques colmatado de lajas y guijarros fuertemente trabados mediante arcilla decantada. El conjunto está afianzado, en su parte interna, mediante la inclusión de cuñas o zapatas en forma de guijarros de cuarzo de tamaño medio. Esta estructura se halla inscrita en un túmulo oval, de 14 m de diámetro en su eje N/S y 16, 5 m de diámetro en su eje E/O, erigido a partir de la superposición de sucesivas capas de lajas de pizarra, trabadas entre sí por un mortero de arcilla decantada de color amarillento, a modo de montículo de piedras, y que se encuentra delimitado por un anillo peristalítico de contención, constituido por bloques de pizarra dispuestos longitudinalmente.
La cubierta, de la que sólo se conservan cuatro losas, dos de ellas desplomadas, y alguna más sobre el túmulo, se componía originalmente de dinteles de piedra sobre una estructura sustentante recubierta por una masa tumular.
La superficie que forma el suelo del sepulcro está compuesta por tierra apisonada, sobre un lecho de pizarra basal.
- Dolmen número 8: sepulcro megalítico de cámara y corredor de espacio no diferenciado. Situado junto a la Ribera de los Pinos, en una zona cuyo entorno está formado principalmente por matorrales.

Su estructura presenta un espacio no compartimentado, de planta trapezoidal, compuesto por cámara y corredor con una anchura de 1,1 m en su base mayor y 0,5 m en la menor, y 4 m de longitud en el corredor. Parece tratarse de un sepulcro de corredor en "V" de al menos 4,6 m de longitud, inscrito en un túmulo oval muy erosionado y cubierto de vegetación.
La cubierta, desaparecida, era originariamente ortostática.
La superficie que forma el suelo del enterramiento está compuesta por un pavimento de arcilla apisonada sobre un lecho de pizarra basal.

## Unidad C o del Riscal
Está compuesta por los siguientes enterramientos: 

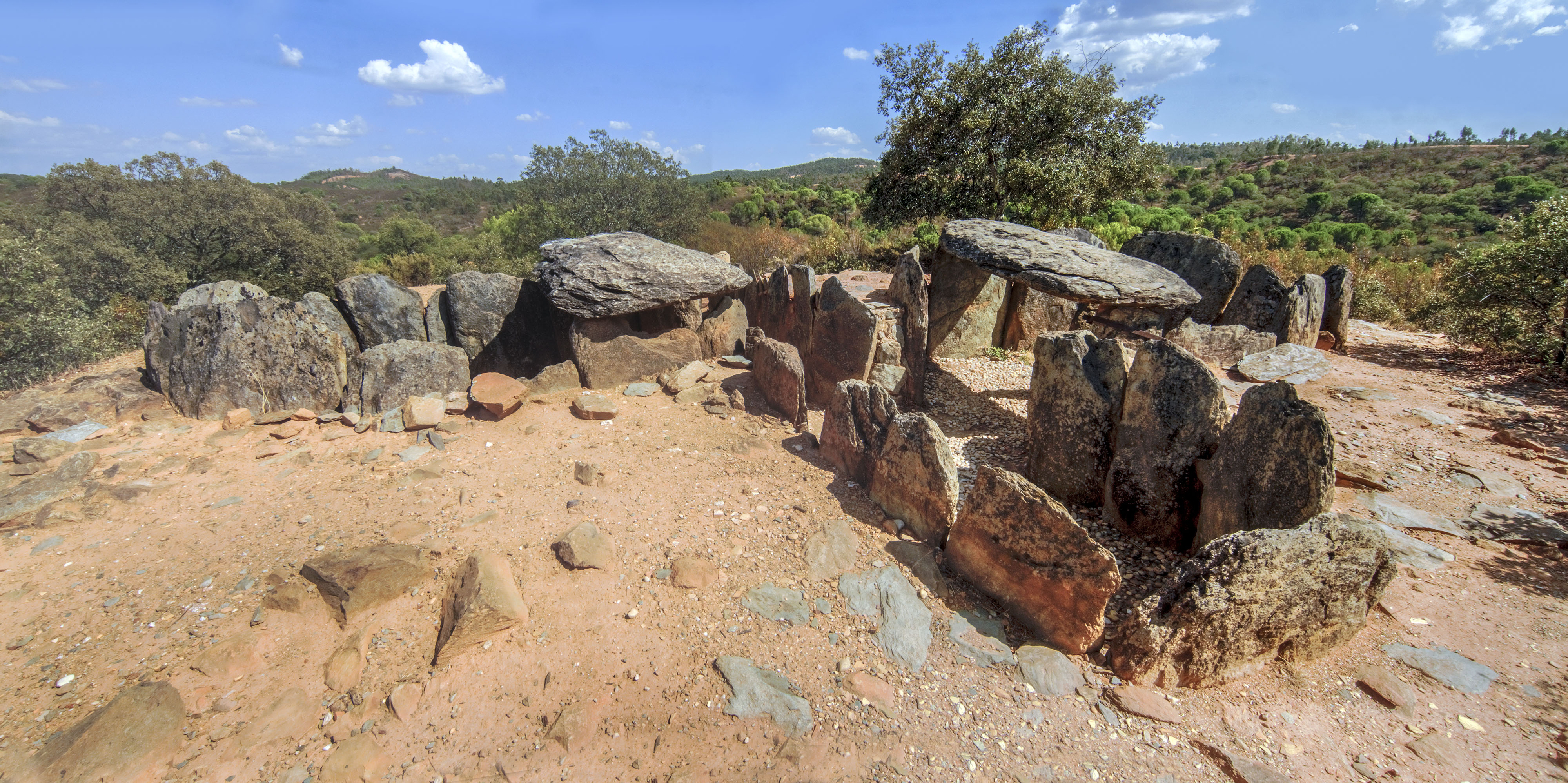
Dolmen El Pozuelo 7

- Dolmen número 7: sepulcro megalítico de cámara y corredor de espacio no diferenciado, compuesto. Situado en la parte superior de un cerro, próximo al camino público de El Pozuelo a la Ribera de los Pinos, cuyo entorno está formado por encinas y jaras.

Su estructura presenta un espacio indiferenciado, de planta cruciforme, compuesto de corredor y tres cámaras, dos laterales poligonales y una central rectangular. La cámara I o cámara norte de 3,3 m de longitud por 1,7 m de anchura, es de planta poligonal alargada. La cámara II o cámara central, de 2,3 m de longitud por 1,5 m de anchura, es de planta rectangular y está orientada hacia el corredor. La cámara III o cámara sur, de 3 m de longitud por 2,1 m de anchura, es de planta poligonal, alargada y es la mayor de las tres, encontrándose enfrentada a la cámara I. Entre las tres cámaras queda un espacio que puede considerarse como una antecámara común. El corredor, de 6 m de anchura en su centro y paredes convergentes, presenta una progresiva disminución en la altura de sus ortostatos conforme se avanza hacia la salida, siendo más bajos que los de las cámaras.
La estructura ortostática cruciforme presenta un sistema de entibación idéntico al del dolmen número 6, con un apuntalamiento de los monolitos basado en la colocación de piezas menores dispuestas en ángulo. Inscrito en un túmulo oval, de 16 m de diámetro en su eje E/O y 20,5 m de diámetro en su eje N/S, erigido del mismo modo que el dolmen número 6, apilando sucesivas capas de lajas de pizarra con un buzamiento decreciente desde el centro de la elevación, ocupado por la tumba, hacia la periferia. Delimitado por un anillo perimetral de piedra, constituido igual que el dolmen número 6.
La cubierta, de la que se conservan dos lajas in situ, en origen se componía de dinteles de pizarras sobre una estructura sustentante recubierta por la masa tumular. En la cámara III o cámara sur, y debido a su mayor amplitud, existe un pilar central, que se conserva, para apoyar la cubierta. La superficie que forma el suelo del sepulcro está compuesta por tierra apisonada sobre un lecho de pizarra basal.
- Dolmen número 9: sepulcro megalítico de cámara y corredor. Se sitúa junto al camino público de El Pozuelo, en una zona cuyo entorno está formado por encinas y matorral.

Su estructura presenta un espacio no compartimentado, trapezoidal, compuesto por cámara y corredor de 7,4 m de longitud, 1,2 m de anchura y 0,7 m de altura media de sus ortostatos. Inscrito en un túmulo oval, de 16 m por 14 m de diámetro (según sus ejes), del que se conserva su sector septentrional al estar seccionado por el camino. El túmulo se encuentra delimitado por un anillo peristalítico de bloques hincados.
La cubierta, desaparecida, era originariamente adintelada.
La superficie que forma el suelo del sepulcro está compuesta por un pavimento de tierra apisonada sobre un lecho de pizarra basal.

## Unidad D o de los Rubios
Está compuesta por las siguientes estructuras funerarias: 
- Dolmen número 10: se trata de un sepulcro megalítico de cámara y corredor, trapezoidal. Situado sobre una pequeña elevación en la umbría del Chinflón, cuyo entorno está formado por encinas, matorral y pastizales, dedicándose el terreno al pastoreo.

Su estructura presenta una planta trapezoidal, compuesta de cámara y corredor. Según la descripción realizada por G y V. Leisner, se trata de un "dolmen de galería y cámara única", de tipo alargado y bajo.
La estructura ortostática trapezoidal se halla inscrita en un túmulo de forma oval, delimitado por un posible anillo peristalítico.
La cubierta, desaparecida, era de origen adintelada.

## Unidad E o de Martín Gil
Comprende el siguiente sepulcro: 
- Dolmen número 11: se trata de un sepulcro megalítico de cámara y corredor de espacio no diferenciado, cruciforme. Situado sobre un cerro en la finca El Chaparral, su entorno está formado por encinas, matorral y pastizales, dedicándose el terreno al pastoreo.

Su estructura presenta un espacio no diferenciado, de planta cruciforme, compuesto de corredor, antecámara y cinco cámaras. La cámara I, de 3 m de longitud por 1,9 m de anchura y 1,56 m de altura media en sus ortostatos, es de planta irregular tendiendo a rectangular y se inicia al finalizar el corredor. La cámara II, de 2,50 m de longitud por 1,4 m de anchura, es de planta ovalada y su entrada está orientada hacia el sur. La cámara III, de 3,4 m de longitud por 2,3 m de anchura y 1,51 m de altura media en sus ortostatos, es de planta circular y su entrada está orientada al norte. La cámara IV, de 3,6 m de longitud por 1,8 m de anchura y 1,4 m de altura media en sus ortostatos, es de planta ovalada con un ángulo obtuso en su pared Este y su entrada está orientada al norte. La cámara V, de 3,5 m de longitud por 1,4 m de anchura y 1,56 m de altura media en sus ortostatos, es de planta rectangular y su entrada está orientada al este. Las cinco cámaras confluyen en una antecámara, de 3,7 m de longitud por 1,2 m de anchura media, situada entre la cámara V y el final del corredor y cuya altura supera la del corredor, que tiene una longitud de 3,6 m, una anchura de 1 m y una altura media en sus ortostatos de 1,2 m, siendo su orientación E/O.
La estructura ortostática cruciforme estuvo configurada por más de 60 ortostatos, de los que se conservan aproximadamente 21, hallándose inscrita en un túmulo oval delimitado por un anillo peristálico, ambos desaparecidos.
La cubierta, igualmente desaparecida, era de origen adintelada. La superficie que forma el suelo del sepulcro está compuesta por un pavimento de arcilla apisonada, sobre un lecho de pizarra basal.